# Оукли (Канзас)
Оукли (енгл. Oakley) град је у америчкој савезној држави Канзас.

## Демографија
По попису из 2010. године број становника је 2.045, што је 128 (-5,9%) становника мање него 2000. године.
| Група             | 2000.         | 2010.         |
| Белци             | 2.092 (96,3%) | 1.939 (94,8%) |
| Афроамериканци    | 12 (0,6%)     | 8 (0,4%)      |
| Азијати           | 3 (0,1%)      | 8 (0,4%)      |
| Хиспаноамериканци | 27 (1,2%)     | 57 (2,8%)     |
| Укупно            | 2.173         | 2.045         |